# Paraconger macrops
Paraconger macrops és una espècie de peix pertanyent a la família dels còngrids.

## Descripció
- Pot arribar a fer 50 cm de llargària màxima.[3][4]

## Hàbitat
És un peix marí, demersal i de clima subtropical que viu entre 30 i 100 m de fondària.

## Distribució geogràfica
Es troba a l'Atlàntic oriental: Madeira i les illes Açores.

## Observacions
És inofensiu per als humans.